# Долгово (Новгородська область)
Долгово (рос. Долгово) — присілок в Новгородському районі Новгородської області Російської Федерації.
Населення становить 40 осіб. Входить до складу муніципального утворення Тьосово-Нетильське сільське поселення.

## Історія
Від 2004 року входить до складу муніципального утворення Тьосово-Нетильське сільське поселення.

## Населення
| 2010 |
| ---- |
| 40   |